# Yacimientos de Skhul y Qafzeh

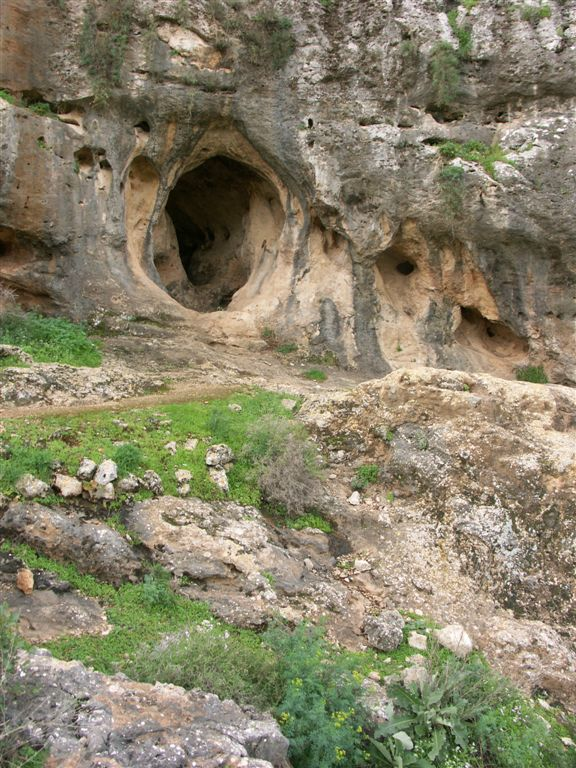
Cueva Skhul, en Monte Carmelo (Israel).

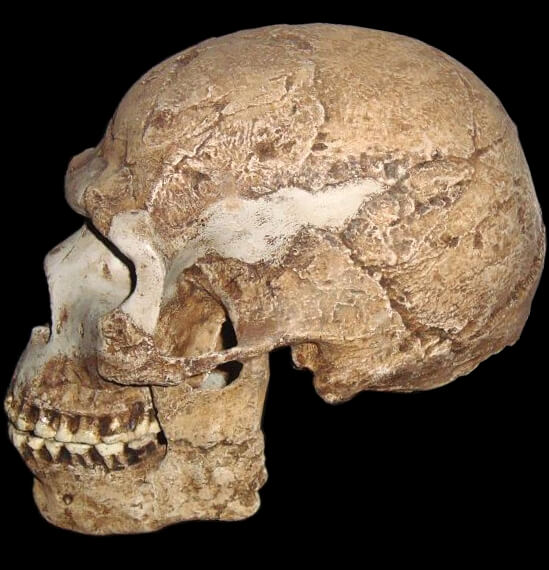
Cráneo Skhul 5.

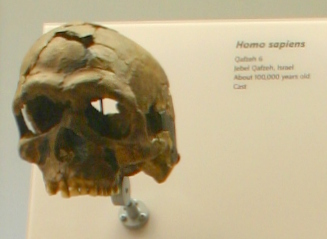
Qafzeh 6 es uno de los restos de H. sapiens más antiguos de Oriente Próximo, además de ser de los más completos. Se encontró a modo de enterramiento en la terraza de la cueva que le da nombre.

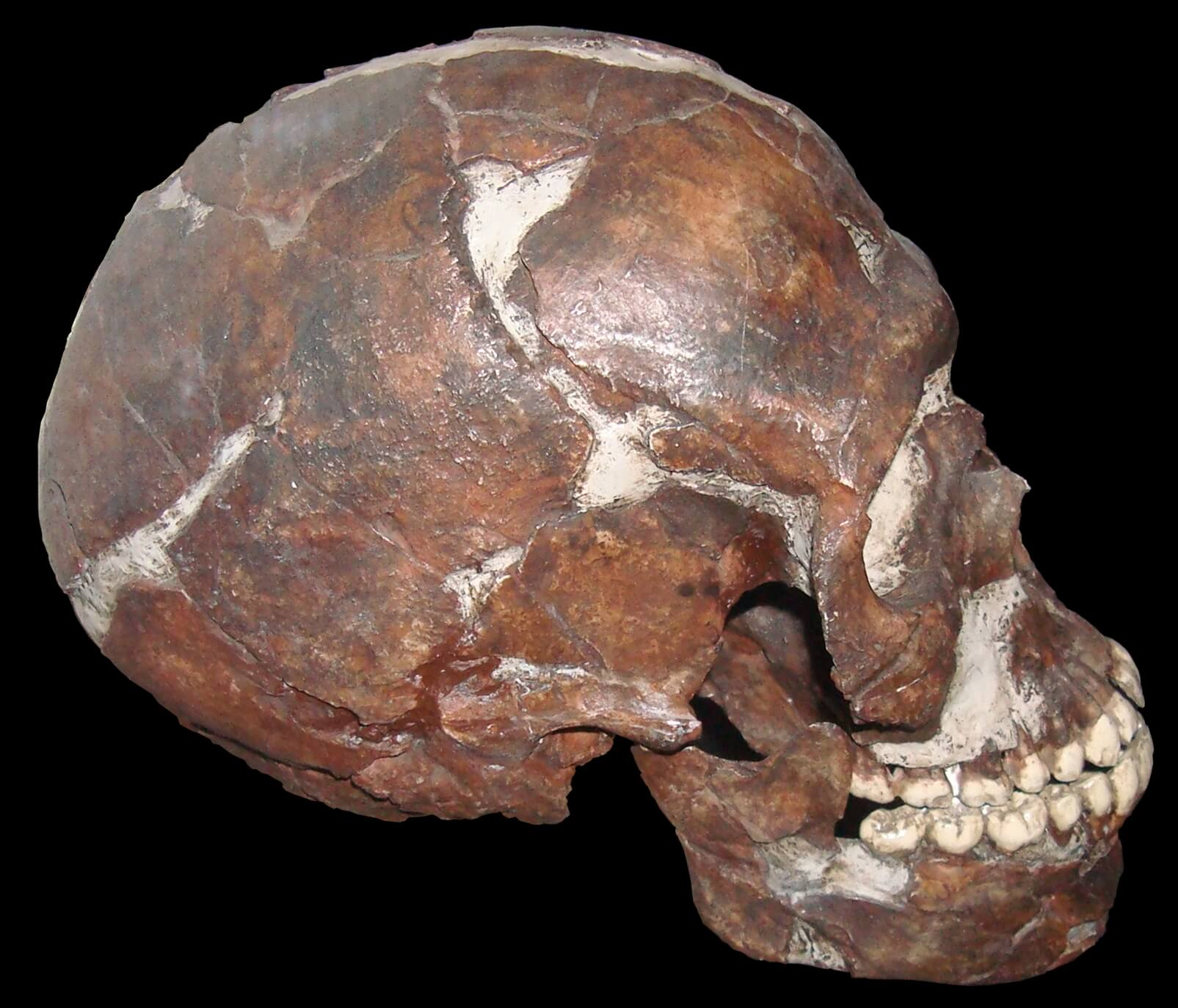
Qafzeh 9.

Los yacimientos de Skhul y Qafzeh son dos localizaciones con fósiles humanos ubicadas al norte de Israel, en las cuevas de Es Skhül y Jabel Qafzeh, respectivamente. Skhul se halla en el Monte Carmelo (Haifa) y Jabel Qafzeh en el Monte del Precipicio en Nazaret (Baja Galilea). 
Los restos humanos tienen una antigüedad de 80 000-120 000 años, suelen denominarse conjuntamente Skhul/Qafzeh, tenían cultura musteriense y se caracterizaban por presentar características propias tanto de los humanos arcaicos (neandertales) como de los humanos modernos. Con ellos se encontraron conchas marinas perforadas que se habrían usado como cuentas y alimento.
Estos restos fósiles han sido atribuidos inicialmente a los neandertales con el nombre Palaeoanthropus palaestinensis (Weidenreich 1932) y luego a tempranos Homo sapiens, aunque la verdadera relación de estos con los humanos modernos es discutible.

## Skhul
En la cueva de Skhul fueron descubiertos, entre 1925 y 1935, 10 restos humanos (7 adultos y 3 niños), algunos de los cuales parecen haber sido propiamente enterrados. 
El cráneo Skhul 5 presenta prominentes arcos superciliares, típico de los humanos arcaicos, pero frente alta como el Homo sapiens.
El cráneo Skhul 9 tiene semejanzas con la actual población del África Occidental, pero con algunas características arcaicas, como prognatismo y arcos superciliares. 

## Qafzeh
La cueva de Qafzeh fue excavada por René Neuville en 1934, encontrándose restos de 5 individuos, fogatas, entierros, herramientas de sílex y animales (gacela, caballo, gamo, vacunos y rinoceronte). En años posteriores se descubrieron más restos humanos.
Qafzeh 6, encontrado en 1934 por R. Neville, es un hombre que presenta algunas características de los neandertales pero se aproxima más al Homo sapiens.
Qafzeh 9 sería una adolescente de sexo femenino, con características propias de los humanos modernos. Analizando el grado de prognatismo, se concluye que es menor en Qafzeh-9 que en los cráneos de neandertal, Kabwe y Jebel, es similar a los de Skhul-4 y Skhul-5; y es mayor que los del Homo helmei y Homo sapiens de las poblaciones modernas de Eurasia y África del Norte.